# 鲁夫赖
鲁夫赖（法語：Rouvray，法語發音：[ʁuvʁɛ]）是法国勃艮第-弗朗什-孔泰大区约讷省的一个市镇，属于欧塞尔区。

## 地理
鲁夫赖（47°53'51"N, 3°40'6"E）面积7.59 平方千米，位于法国勃艮第-弗朗什-孔泰大區约讷省，该省份为法国中北部内陆省份，西接卢瓦雷省，西北接塞纳-马恩省，南至涅夫勒省，东临科多尔省，东北与奥布省接壤。
与鲁夫赖接壤的市镇（或旧市镇、城区）包括：韦尔日尼、蒙蒂尼拉雷勒、埃里、蓬蒂尼、沃努斯。

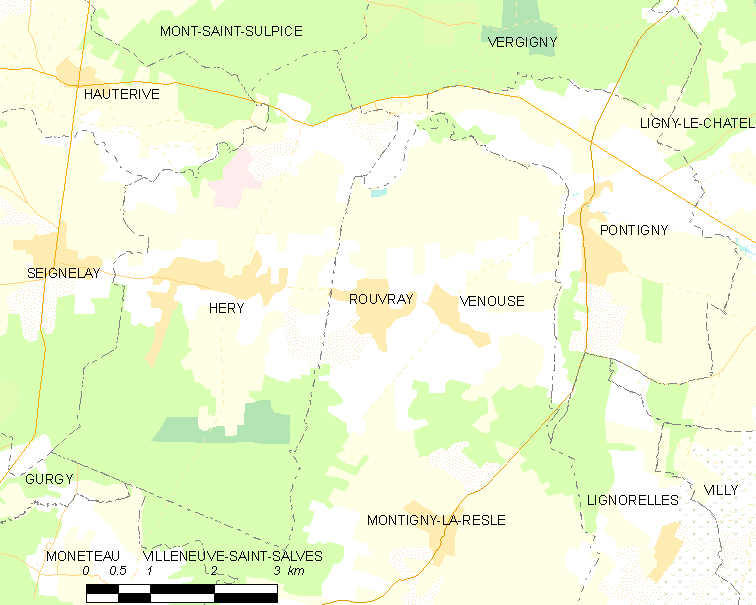
鲁夫赖的OSM定位图

鲁夫赖的时区为UTC+01:00、UTC+02:00（夏令时）。

## 行政
鲁夫赖的邮政编码为89230，INSEE市镇编码为89328。

## 政治
鲁夫赖所属的省级选区为沙布利县。

## 人口

1962-2008年间鲁夫赖人口变化图示

鲁夫赖于2022年1月1日时的人口数量为368人。